# Бернард Корнвелл
Бернард Корнвелл (англ. Bernard Cornwell, народився 23 лютого 1944) — англо-американський письменник, репортер, автор історичних романів та історії битви під Ватерлоо. 
Найбільш відомий своїми романами про стрільця наполеонівських війн Річарда Шарпа та романами про короля Альфреда та становлення Англії під назвою «Саксонські хроніки».  
Особливістю його історичних романів є кінцева примітка про те, чим вони збігаються чи відрізняються від історії, і що можна побачити на сучасних місцях описуваних подій.   
Багато його творів були адаптовані для телебачення, серед них - телесеріал про Шарпа від ITV та «Останнє королівство» від BBC.  

## Біографія
Бернард Корнвелл народився в Лондоні в 1944 році. Його батьком був канадський льотчик Вільям Утред, а матір'ю — англійка Дороті Корнвелл, член жіночих допоміжних військово-повітряних сил. Оскільки він народився поза шлюбом, він був усиновлений сім'єю Віггінс, яка належала до релігійної євангельської секти під назвою «Peculiar People», і вихований в Ессексі. В цій сім'ї він був одним із п’яти дітей.
Він тричі намагався вступити на службу до Збройних сил Британії, але йому було відмовлено через короткозорість. Тому навчався в Лондонському університеті, де вивчав теологію. Закінчивши навчання, він викладав історію в Університетському коледжі Лондона.  Згодом, він приєднався до  BBC Television, де отримав посаду керівника телевізійного відділу поточних подій BBC у Північній Ірландії. Також працював у Thames Television як редактор Thames News. У 1979 році Корнвелл переїхав у США, де не зміг отримати картку постійного жителя США (зелену картку), тож почав писати романи, оскільки для цього не потрібен був дозвіл на роботу.
Таким чином він розпочав свою кар'єру історичного романіста, починаючи з серії романів про Річарда Шарпа. Протягом життя Бернард Корнвелл написав цілу низку історичних романів, включаючи цикл про Річарда Шарпа (25 книг), Хроніки воєначальників (3 книги), цикл про Пошуки Грааля (4 книги), Саксонські хроніки (13 книг), Хроніки Старбака (4 книги), низку трилерів та інших творів, які не ввійшли в один цикл.  
Довгий час Корнвелл писав по дві книги на рік, а в шістдесят років уповільнився до однієї книги на рік.  
Його ідея історичної фантастики полягає в представленні «великої історії» в історичних подіях і «маленької історії» у вигаданому сюжеті. 

## Особисте життя
Його перший шлюб закінчився розлученням у 1970-х роках. Він познайомився зі своєю другою дружиною Джуді в 1978 році в Единбурзі, коли працював на BBC у Північній Ірландії. Вона була туристичним агентом із США та матір'ю трьох дітей від попереднього шлюбу. У 1979 році Корнвелл переїхав до Сполучених Штатів, а в 1980 році Бернард і Джуді одружилися.
Корнвелл продав близько 30 мільйонів книг, перекладених більш ніж 20 мовами, і, будучи заможною людиною, живе в Чарлстоні, Кейп-Код, і займається своєю пристрастю — вітрильним спортом.

## Цікаві факти
- Бернарда Корнвелла надихнуло написати цикл романів «Саксонські хроніки» після того, як він знайшов прямий родинний зв’язок з нащадком Утредом Сміливим (правителем Бамбурга та олдерменом Нортумбрії з 1006 по 1016 р.[12]) через зустріч зі своїм батьком, Вільямом Утредом.[5]
- Корнвелл мав невелику епізодичну роль у серіалі «Останнє королівство» в 3 сезоні 7 серії.[13]
- Письменник присвятив свою останню книгу актору Олександру Дреймону, який зіграв роль Утреда у серіалі «Останнє королівство». Він додав: «Мені подобається Олександр, він гарний товариш, і це був спосіб справді подякувати всій знімальній групі.»[14]
- Лише коли йому було близько 50 років, Корнвелл дізнався, хто його рідні батьки.[11]

### Пригоди Річарда Шарпа
- Це перша серія історичних романів Корнвелла, яка розповідає про пригоди Річарда Шарпа — англійського солдата під час наполеонівських воєн. Займає центральне місце у літературній спадщині Корнвелла і налічує 25 творів: 
1. Золото Шарпа/Sharpe`s Gold - 1981
2. Орел Шарпа/Sharpe`s Eagle - 1981
3. Компанія Шарпа/Sharpe`s Company - 1982
4. Меч Шарпа/Sharpe`s Sword - 1983
5. Ворог Шарпа/Sharpe`s Enemy - 1984
6. Честь Шарпа/Sharpe`s Honor - 1985
7. Полк Шарпа/Sharpe`s Regiment - 1986
8. Облога Шарпа/Sharpe`s Siege - 1987
9. Стрілки Шарпа/Sharpe`s Rifles - 1988
10. Шарпова помста/Sharpe`s Revenge - 1989
11. Ватерлоо Шарпа/Sharpe`s Waterloo - 1990
12. Диявол Шарпа/Sharpe`s Devil - 1992
13. Різдво Шарпа та Викуп Шарпа/Sharpe`s Christmas and Sharpe`s Ransom - 1994
14. Битва Шарпа/Sharpe`s Battle - 1995
15. Тигр Шарпа/Sharpe`s Tiger - 1997
16. Тріумф Шарпа/Sharpe`s Triumph - 1998
17. Сутичка Шарпа/Sharpe`s Skirmish - 1999
18. Фортеця Шарпа/Sharpe`s Fortress - 1999
19. Трафальгар Шарпа/Sharpe`s Trafalgar - 2000
20. Здобич Шарпа/Sharpe`s Prey - 2001
21. Хаос Шарпа/Sharpe`s Havoc - 2003
22. Втеча Шарпа/Sharpe`s Escape - 2004
23. Лють Шарпа/Sharpe`s Fury - 2006

Історія Шарпа/Sharpe’s Story - 2007 
24. Вбивця Шарпа/Sharpe`s Assassin - 2021
25. Sharpe`s Command - 2023  
Цикл творів ліг в основу телесеріалу ITV із Шоном Біном у головній ролі.

### Хроніки воєначальників/ Warlord Chronicles
- Це серія з трьох романів про Британію часів короля Артура. Автор зізнавався, що з усіх книжок, які він написав, ці три є його улюбленими.  Історія написана як суміш історичної фантастики та легенд про короля Артура.
1. Король Зими/The Winter King - 1995
2. Ворог Божий/Enemy of God - 1996
3. Екскалібур/Excalibur - 1997[20]

22 квітня 2022 року Sony Pictures Television оголосила, що їхня нещодавно придбана виробнича компанія Bad Wolf адаптує першу книгу з трилогії у серіал з 10 серій для британського телебачення.

### Пошуки Грааля/The Grail Quest
- Це серія історико-фантастичних романів, яка розповідає про пошуки Святого Грааля в середині XIV століття під час Столітньої війни.
1. Арлекін/Harlequin - 2000
2. Волоцюга/Vagabond - 2002
3. Єретик/Heretic - 2003
4. 1356/1356 - 2012[22]

### Саксонські хроніки/Останнє королівство/Saxon Stories/The Last Kingdom
- Це серія історичних романів, яка оповідає про народження Англії під час правління Альфреда Великого в 9 столітті. Серія складається з 13 романів: 
1. Останнє королівство/The Last Kingdom - 2004
2. Блідий вершник/The Pale Horseman - 2005
3. Володар Півночі/The Lords of the North - 2006
4. Пісня меча/Sword Song - 2007
5. Палаюча земля/The Burning Land - 2009
6. Смерть королів/Death of Kings - 2011
7. Язичницький лорд/The Pagan Lord - 2013
8. Порожній Трон/The Empty Throne - 2014
9. Воїни бурі/Warriors of the Storm - 2015
10. Вогненосець/The Flame Bearer - 2016
11. Війна Вовка/War of the Wolf - 2018
12. Меч королів/Sword of Kings - 2019
13. Лорд війни/War Lord - 2020[23]

Перші дві книги було опубліковано українською мовою видавництвом «Ранок».
Перші десять романів серії були адаптовані для п'яти сезонів телесеріалу «Останнє королівство » з Олександром Дреймоном у головній ролі. Перші два сезони були зроблені BBC. Третій, четвертий і п'ятий сезони були створені Netflix. Після виходу в ефір п’ятого сезону Netflix оголосив, що буде випущений двогодинний повнометражний фільм «Сім королів повинні померти»/«Seven Kings Must Die», зйомки якого завершилися в Угорщині в березні 2022 року. Очікується, що фільм вийде в ефір на Netflix наприкінці 2022 або на початку 2023 року.

### Хроніки Старбака/Starbuck Chronicles
- Це серія історико-фантастичних романів, дія яких відбувається під час Громадянської війни в США. Вони розповідають про подвиги офіцера Конфедерації Натаніеля Старбака. Хроніки налічують 4 романи: 
1. Бунтар/Rebel - 1993
2. Copperhead - 1994
3. Бойовий прапор/Battle Flag - 1995
4. Кривава земля/The Bloody Ground - 1996[28]

### Трилери
- Корнвелл написав 5 книг в жанрі трилерів: 
1. Wildtrack - 1988
2. Морський Володар/Sea Lord - 1989
3. Розправа/Crackdown - 1990
4. Буревісник/Stormchild - 1991
5. Негідник/Scoundrel - 1992[29]

### Документальна література
- На додаток до багатьох своїх романів, Корнвелл опублікував науково-популярну книгу «Ватерлоо: історія чотирьох днів, трьох армій і трьох битв»/«Waterloo: The History of Four Days, Three Armies, and Three Battles», у вересні 2014 року до 200-річчя тієї битви.

### Інші твори
1. A Crowning Mercy - 1983
2. Fallen Angels - 1984
3. Redcoat - 1987
4. Stonehenge - 1999
5. Gallows Thief - 2001
6. Agincourt - 2008
7. The Fort - 2010
8. Fools and Mortals - 2017 [31]

## Переклади українською
- Бернард Корнвелл. Останнє королівство / пер. з анг. Бориса Превіра. — Х. : Ранок, 2022. — 400 с. — ISBN 978-617-0974-13-6.
- Бернард Корнвелл. Блідий вершник / пер. з анг. Бориса Превіра. — Х. : Ранок, 2022. — 432 с. — ISBN 978-617-0974-14-3.
- Бернард Корнвелл. Володарі півночі / пер. з анг. Бориса Превіра. — Х. : Ранок, 2023. — 384 с. — ISBN 978-617-0980-84-7.
- Бернард Корнвелл. Пісня меча / пер. з анг. Бориса Превіра. — Х. : Ранок, 2023. — 384 с. — ISBN 978-617-0980-85-4.
- Бернард Корнвелл. Земля у вогні / пер. з анг. ?. — Х. : Readberry, 2025. — 416 с. — ISBN 978-617-09-9376-2.

## Відзнаки
Корнвелл був призначений офіцером Ордена Британської імперії у 2006 році за заслуги в літературі та телевізійному виробництві.